# Masters de Shanghái 2013
El Shanghai Rolex Masters 2013 es un torneo de tenis que pertenece a la ATP en la categoría de ATP World Tour Masters 1000. Se disputa del 6 de octubre al 13 de octubre de 2013 en Shanghái, China sobre canchas duras.

## Puntos

### Distribución de puntos
| Etapa                        | Individuales | Dobles |
| ---------------------------- | ------------ | ------ |
| Campeón                      | 1000         | 1000   |
| Finalista                    | 600          | 600    |
| Semifinalista                | 360          | 360    |
| Cuartos de final             | 180          | 180    |
| Tercera ronda                | 90           | 90     |
| Segunda ronda                | 45           | 0      |
| Primera ronda                | 10           | -      |
| Clasificado                  | 25           | -      |
| Ronda final de clasificación | 14           | -      |

## Cabezas de serie
Los cabezas de serie estuvieron basados en el ranking del 30 de septiembre de 2013:

### Individual Masculino
| Tenista               | Ranking | Preclasificado |
| Novak Djokovic        | 1       | 1              |
| Rafael Nadal          | 2       | 2              |
| David Ferrer          | 4       | 3              |
| Tomáš Berdych         | 5       | 4              |
| Roger Federer         | 6       | 5              |
| Juan Martín Del Potro | 7       | 6              |
| Jo-Wilfried Tsonga    | 8       | 7              |
| Stanislas Wawrinka    | 9       | 8              |
| Richard Gasquet       | 10      | 9              |
| Milos Raonic          | 11      | 10             |
| Tommy Haas            | 12      | 11             |
| Kei Nishikori         | 13      | 12             |
| Gilles Simon          | 14      | 13             |
| John Isner            | 16      | 14             |
| Nicolás Almagro       | 17      | 15             |
| Tommy Robredo         | 18      | 16             |

### Dobles masculino
| Tenista                                | Ranking | Preclasificada |
| Bob Bryan Mike Bryan                   | 2       | 1              |
| Marcel Granollers Marc López           | 17      | 2              |
| Daniel Nestor Leander Paes             | 19      | 3              |
| Aisam-ul-Haq Qureshi Jean-Julien Rojer | 29      | 4              |
| Ivan Dodig Marcelo Melo                | 31      | 5              |
| Rohan Bopanna Édouard Roger-Vasselin   | 33      | 6              |
| Julien Benneteau Nenad Zimonjić        | 35      | 7              |
| David Marrero Fernando Verdasco        | 38      | 8              |

## Campeones

### Individual masculino
Novak Djokovic venció a  Juan Martín del Potro por 6-1, 3-6, 7-6(3).

### Dobles masculino
Ivan Dodig /  Marcelo Melo vencieron a  David Marrero /  Fernando Verdasco por 7-6(2), 6-7(6) [10-2].